# Capitan Ultra
Capitan Ultra  (宇宙特撮シリーズ キャプテンウルトラ Uchu Tokusatsu Series: Captain Ultra) è una serie televisiva giapponese in 24 episodi trasmessi per la prima volta nel corso di una sola stagione nel 1967.
È una serie d'azione fantascientifica del genere tokusatsu, ispirata alle gesta di Capitan Futuro e incentrata sulle avventure di Capitan Ultra che combatte contro il malvagio Balden Sijin servendosi di navicelle spaziali. La serie fu prodotta dalla Toei Company ed utilizzata come riempitivo dalla TBS (Tokyo Broadcasting System) tra un'altra serie tokusatsu della Tsuburaya Productions trasmessa in quel periodo, Ultraman. e il suo sequel Ultraseven.

## Personaggi e interpreti
- Capitan Ultra, interpretato da Hirohisa Nakata
- Huck, interpretato da Jiro Sagawa
- Joe, interpretato da Nenji Kobayashi
- Akane, interpretato da Yuki Jono
- Kenji, interpretato da Shigeru Yasunaka
- Professor Munamoto, interpretato da Ichiro Izawa

## Produzione
La serie fu prodotta da Toei Company

## Distribuzione
La serie fu trasmessa in Giappone dal 16 aprile 1967 al 24 settembre 1967 sulla rete televisiva Tokyo Broadcasting System. In Italia è stata trasmessa  su Rai 1 con il titolo Capitan Ultra.

## Episodi
| Stagione       | Episodi | Prima TV Giappone | Prima TV Italia |
| -------------- | ------- | ----------------- | --------------- |
| Prima stagione | 24      | 1967              |                 |